# Henry Götzelmann
Henry Götzelmann (* 24. Februar 1927 in Neu-Isenburg) ist ein deutscher Buchgestalter.

## Leben und Werk
Götzelmann absolvierte ab 1941 eine Lehre als Schriftsetzer und arbeitete bis 1950 in seinem Beruf. Von 1949 bis 1950 machte er ein Abendstudium an der Akademie für Grafik und Buchkunst, der späteren Hochschule für Grafik und Buchkunst Leipzig. Dort studierte er von 1950 bis 1955 bei Albert Kapr Buchgestaltung.  Danach war er Buchgestalter im Henschelverlag Kunst und Gesellschaft in Berlin und von 1967 bis 1969 dessen Künstlerischer Leiter. Daneben war er von 1957 bis 1965 Lehrer an der Abendschule der Betriebsakademie für Drucktechnik „Rudi Arndt“ in Berlin. Ab 1969 arbeitete Götzelmann in Potsdam und dann in Wilhelmshorst als freiberuflicher Gebrauchsgrafiker und Buchgestalter.

## Teilnahme an zentralen und wichtigen regionalen Ausstellungen in der DDR (unvollständig)
- 1959: Leipzig, Internationale Buchkunstausstellung
- 1962/1963, 1972/1973, 1982/1983 und 1987/1988; Dresden, Fünfte Deutsche Kunstausstellung und VII., IX. und X. Kunstausstellung der DDR
- 1985 und 1987: Leipzig, Schönste Bücher aus aller Welt